# Hudson (Ohio)
Hudson je město v Summit County (Ohio) ve státě Ohio ve Spojených státech amerických. V roce 2010 ve městě žilo 22 262 obyvatel.

## Historie
Město je pojmenované po svém zakladateli, Davidovi Hudsonovi, který město roku 1799 založil (tehdy bylo součástí Connecticutu).

## Rodáci
- Christine Chubbuck (1944–1974) – americká televizní moderátorka

## Partnerská města
- Landsberg am Lech, Německo